# Juan G. Bazán
Juan G. Bazán é um município da Argentina, localizada na província de Formosa